# Waterloo (Willemstad)
Waterloo – osada (buurt) w dzielnicy Rancho, miasta Willemstad, w dystrykcie Willemstad, w kraju autonomicznym Curaçao, należącym do Holandii, w Ameryce Południowej. 20 października 2023 r. liczyła 2301 mieszkańców. Pod względem liczby mieszkańców jest największą osadą w dzielnicy.   